# Max Picard
Max Picard (5. června 1888 Schopfheim – 3. října 1965 Neggio) byl švýcarský psychiatr, filosof a spisovatel.

## Život
Narodil se v Schopfheimu ve Švýcarsku, který je na hranicích s Německem. Jeho pradědeček byl slavným rabínem. Picard studoval v Freiburgu, Berlíně a Mnichově medicínu, ale navštěvoval také filozofické přednášky Heinricha Rickerta a Ernsta Troeltsche. Stal se lékařem v Heidelbergu a poté vykonával lékařskou praxi v Mnichově jako asistent na univerzitní klinice. V roce 1918 zanechal své lékařské praxe a usadil se jako spisovatel na volné noze v kantonu Ticino, aby mohl začít psát. Důvodem jeho odchodu do Ticina, kde žil pak následujících více než třicet let, byla také nemoc jeho ženy.
Psal práce o teorii umění, kulturní filozofii a kulturní kritiku. Stal se známým díky první práci, která byla o lidské fyziognomii, a ve které poeticky líčí tajemství lidské tváře. Všímal si v díle výrazu „tváře“ zvířat, které se nacházejí v portrétech lidských historických osobností.
Ve svém díle Die unerschütterliche Ehe (Neochvějné manželství) si všímá instituce manželství a brání ji proti modernímu subjektivismu. Velký rozruch způsobil svou knihou Hitler in uns selbst (Hitler v nás). V této své práci, napsané po druhé světové válce, je velmi kritický k měšťáckému životu a hromadným sdělovacím prostředkům jako jsou rozhlas a televize. V nich nenachází mír a více klidu a jako psychoanalytik je odmítá. Stal se tak anachronickým a antimoderním, nikoliv však reakčním myslitelem.
V přírodě a krajině objevoval, že jsou nadány velkou existenční hodnotou. Jako filozof, básník a spisovatel zkoumal rozměr bytí a dialektický vztah mezi současným světem a vnitřním a věčným životem v tichu a duchu, jak jsou zakoušené v každodenním životě. Ve svém díle se pak stal jedním z mála myslitelů 20. století, který byl hluboce oddán platónské citlivosti.
V roce 1952 mu byla udělena Cena Johanna Petera Hebela. Mezi lidi, kteří spolupracovali s Picardem či obdivovali jeho dílo patřili: Rainer Maria Rilke, Joseph Roth, André Gide, Gabriel Marcel, Hermann Hesse a Rudolf Kassner.

## Vliv
Spisovatel Ernst Wiechert napsal na popud Maxe Picarda druhý díl knihy „Jeromin-Kinder“, dále pokračování „Wälder und Menschen“ (Lesy a lidé) a vzpomínkové dílo „Jahre und Zeiten“ (Roky a časy), které vyšlo ve Švýcarsku.

## Dílo
v němčině vyšlo:
- 1914 Der Bürger. Verlag der weißen Bücher, Leipzig
- 1916 Das Ende des Impressionismus. Piper, München
- 1917 Expressionistische Bauernmalerei. Delphin, München
- 1919 Mittelalterliche Holzfiguren. Rentsch, Erlenbach
- 1921 Der letzte Mensch. E.T.Tal & Co, Leipzig
- 1929 Das Menschengesicht. Delphin, München; 2. bis 6.Aufl. 1941ff Rentsch, Erlenbach
- 1933 Die Ungeborenen, Rundgespräch zwischen M. P., Otto Gemlin, Paul Alverdes, Fritz Künkel, Hermann Herrigel, Wilhelm Michel.
- 1934 Die Flucht vor Gott. Rentsch, Erlenbach
- 1937 Die Grenzen der Physiognomik. Rentsch, Erlenbach
- 1942 Die unerschütterliche Ehe. Rentsch, Erlenbach
- 1946 Hitler in uns selbst. Rentsch, Erlenbach
- 1948 Die Welt des Schweigens. Rentsch, Erlenbach
- 1951 Zerstörte und unzerstörbare Welt. Rentsch, Erlenbach
- 1953 Wort und Wortgeräusch. Furche, Hamburg
- 1953 Die Atomisierung in der modernen Kunst. Furche, Hamburg
- 1955 Der Mensch und das Wort. Rentsch, Erlenbach
- 1955 Ist Freiheit heute überhaupt möglich? Furche, Hamburg
- 1958 Die Atomisierung der Person. Furche, Hamburg
- 1961 Einbruch in die Kinderseele. Furche, Hamburg
- 1965 Fragmente. Aus dem Nachlass 1920–1965. Rentsch, Erlenbach
- 1967 Nacht und Tag. Rentsch, Erlenbach
- 1970 Briefe an den Freund Karl Pfleger. Rentsch, Erlenbach
- 1974 Das alte Haus in Schopfheim. Aus dem Nachlass. Rentsch, Erlenbach
- 1988 Wie der letzte Teller eines Akrobaten, Auswahl aus dem Werk, hrsg. von Manfred Bosch. Thorbecke, Sigmaringen
- 1989 Nach Santa Fosca. Tagebuch aus Italien. (identisch mit 'Zerstörte und unzerstörbare Welt') List, München

Také vyšly jeho články v časopisech, překlady aj.
v češtině vyšlo:
- 1938 Útěk před Bohem. Josef Florian, Stará Říše
- 1970 Člověk na útěku. Vyšehrad, Praha
- 1996 Hitler v nás. ERM, Praha
- 2016, 2024 Člověk na útěku, Dauphin, Praha – Podlesí